# Jānis Straume
Jānis Straume   (Sigulda, 27 d'agost de 1962 - Jūrmala, 10 de juliol de 2024) va ser un polític letó afiliat al partit Per la Pàtria i la Llibertat/LNNK. Va ser el quart president del Saeima des del 1991, que va ocupar el càrrec entre 1998 i 2002.

## Biografia
Straume era un membre destacat d'una sèrie d'organitzacions en el moviment per a la independència de Letònia, incloent Helsinki-86, el Moviment per la Independència Nacional de Letònia, el Congrés dels Ciutadans i la Unió del 18 de novembre.
Quan la Unió del 18 de novembre es va fusionar amb Per la Pàtria i la Llibertat/LNNK, es va convertir en membre d'aquest partit. Va tenir el càrrec de president del Saeima entre 1998-2002. Va ser president de la TB /LNNK entre el 2002 i el 2006, quan també era vicepresident del Saeima.